# Chevalier à ailes blanches
Prosobonia leucoptera
Espèce
Statut de conservation UICN

 EX  : Éteint
Le Chevalier à ailes blanches (Prosobonia leucoptera) était une espèce endémique de Tahiti (Polynésie française). Il est connu par un seul spécimen récolté par Johann Reinhold Forster (1729-1798) et peint par son fils Georg Forster (1754-1794) en 1773. Le spécimen est aujourd'hui conservé au muséum de Leyde.